# Świercowskie
Świercowskie – wieś w Polsce, położona w województwie opolskim, w powiecie namysłowskim, w gminie Pokój. 
Wchodzi w skład sołectwa Domaradz. 
Do 2024 r. miejscowość była przysiółkiem wsi Domaradz. W latach 1975–1998 przysiółek administracyjnie należał do ówczesnego województwa opolskiego.